# Estela García
Estela de Covadonga García Villalta (* 20. März 1989 in Vilanova i la Geltrú) ist eine spanische Leichtathletin, die sich auf den Sprint spezialisiert hat.

## Sportliche Laufbahn
Erste internationale Erfahrungen sammelte Estela García beim Europäischen Olympischen Jugendfestival (EYOF) 2005 in Lignano Sabbiadoro, bei dem sie im 200-Meter-Lauf mit 25,62 s in der ersten Runde ausschied und auch mit der spanischen 4-mal-100-Meter-Staffel mit 48,30 s den Finaleinzug verpasste. 2008 schied sie bei den Juniorenweltmeisterschaften in Bydgoszcz im 100-Meter-Lauf mit 12,03 s im Vorlauf aus und kam auch über 200 Meter mit 24,67 s nicht über die Vorrunde hinaus. Zusätzlich verpasste sie auch mit der Staffel mit 45,88 s den Finaleinzug. Im Jahr darauf belegte sie bei den Mittelmeerspielen in Pescara in 24,29 s den achten Platz über 200 Meter und anschließend schied sie bei den U23-Europameisterschaften in Kaunas mit 24,08 s in der ersten Runde über 200 Meter aus und verpasste mit der Staffel mit 45,18 s den Finaleinzug. 2010 scheiterte sie bei den Ibero-Amerikanischen Meisterschaften in San Fernando mit 24,51 s im Vorlauf über 200 Meter und gewann im Staffelbewerb in 44,38 s gemeinsam mit Ana Torrijos, Digna Luz Murillo und Amparo María Cotán die Bronzemedaille hinter den Teams aus Brasilien und Kolumbien. Anschließend erreichte sie bei den Europameisterschaften in Barcelona mit der Staffel das Finale und belegte dort mit neuem Landesrekord von 43,45 s den fünften Platz. Im Jahr darauf schied sie bei den U23-Europameisterschaften in Ostrava mit 12,03 s in der Vorrunde über 100 Meter aus, während sie über 200 Meter mit 23,87 s im Halbfinale ausschied. Anschließend gab sie eine positive Dopingprobe ab und wurde daraufhin für ein Jahr gesperrt. 
2013 gewann sie bei den Mittelmeerspielen in Mersin in 11,53 s die Silbermedaille über 100 Meter hinter der Italienerin Ilenia Draisci und wurde über 200 Meter in 23,65 s Vierte. Im Jahr darauf schied sie bei den Europameisterschaften in Zürich mit 11,72 s in der ersten Runde über 100 Meter aus und verpasste im Staffelbewerb mit 44,68 s den Finaleinzug. Auch bei den Leichtathletik-Europameisterschaften 2016 in Amsterdam schied sie über 100 Meter mit 11,64 s im Vorlauf aus und erreichte im 200-Meter-Lauf das Halbfinale, in dem sie mit 23,53 s ausschied. Zudem verfehlte sie mit der Staffel mit 44,14 s den Einzug ins Finale. Über 200 Meter nahm sie anschließend an den Olympischen Spielen in Rio de Janeiro teil und kam dort mit 23,43 s nicht über die Vorrunde hinaus. 2017 schied sie dann bei den Weltmeisterschaften in London mit 23,78 s im Vorlauf aus und im Jahr darauf gewann sie bei den Mittelmeerspielen in Tarragona in 23,11 s die Bronzemedaille über 200 Meter hinter der Französin Carolle Zahi und Gloria Hooper aus Italien. Zudem gewann sie im Staffelbewerb in 43,31 s gemeinsam mit María Isabel Pérez, Paula Sevilla und Cristina Lara die Silbermedaille hinter Italien und stellte damit einen neuen Landesrekord auf. Anschließend schied sie bei den Europameisterschaften in Berlin mit 23,46 s im Halbfinale über 200 Meter aus und klassierte sich mit der Staffel mit 43,54 s auf dem achten Platz. 
2019 gelangte sie bei den Halleneuropameisterschaften in Glasgow im 60-Meter-Lauf bis ins Halbfinale und schied dort mit 7,46 s aus und anschließend erreichte sie bei den Europaspielen in Minsk nach 11,89 s Rang 27 über 100 Meter. Bei den World Athletics Relays 2021 im polnischen Chorzów verpasste sie mit 44,38 s den Finaleinzug in der 4-mal-100-Meter-Staffel.
In den Jahren 2013, 2014 und 2016 wurde García spanische Meisterin im 100-Meter-Lauf sowie 2013 und 2017 über 200 Meter und in der 4-mal-100-Meter-Staffel. Zudem wurde sie 2013 und 2016 Hallenmeisterin über 60 Meter sowie 2009, von 2013 bis 2015 und 2018 auch im 200-Meter-Lauf.

## Persönliche Bestzeiten
- 100 Meter: 11,30 s (+1,4 m/s), 21. Juli 2018 in Getafe
  - 60 Meter (Halle): 7,32 s, 8. Februar 2019 in Madrid
- 200 Meter: 23,11 s (+0,5 m/s), 29. Juni 2018 in Tarragona
  - 200 Meter (Halle): 23,73 s, 27. Januar 2018 in Val-de-Reuil